# Stockerau
Stockerau este un oraș situat în nordul Austriei în landul Austria Inferioară, la nord de Viena, la numai câțiva kilometri de Dunăre.
Are o populație de 14.452 de locuitori (recensământul din 2001).
Prima mențiune istorică a orașului, sub denumirea de Stoccaerouwe, apare într-un document din 1012, legat de sfântul Koloman.